# 49a Divisió (Exèrcit Popular de la República)
La 49a Divisió va ser una de les divisions de l'Exèrcit Popular de la República que es van organitzar durant la Guerra Civil espanyola sobre la base de les Brigades Mixtes. Va estar desplegada en el front de Llevant.

## Historial
Durant 1937 ja havia existit al front Nord una divisió que va emprar aquesta numeració, successora de la «2a Divisió basca».
El 30 d'abril de 1938 la divisió va ser recreada en el si del XX Cos d'Exèrcit. Seria enviada al capdavant de Llevant per a donar suport a les forces republicanes allí desplegades contra l'ofensiva franquista que tractava de conquistar València. Agruparia en el seu si a les brigades mixtes 75a, 128a i 221a, sota el comandament del major de milícies Francisco Jiménez Durán. Va romandre al front de Llevant fins al final de la contesa, sense participar en operacions militars de rellevància.

## Comandaments
Comandant
- major de milícies Francisco Jiménez Durán;[8]

Comissaris
- Máximo Tomás Huete Langa, del PCE;[9]

## Ordre de batalla
| Data               | Cos d'Exèrcit adscrit | Brigades Mixtes integrades | Front de batalla |
| ------------------ | --------------------- | -------------------------- | ---------------- |
| Agost de 1937      | XIV Cos d'Exèrcit     | 159a, 162a i 165a          | Santander        |
|                    |                       |                            |                  |
| 30 d'abril de 1938 | XX Cos d'Exèrcit      | 183a, 184a i 185a          | Reserva general  |
| 30 de maig de 1938 | XX Cos d'Exèrcit      | 57a i 128a                 | Llevant          |
| Agost de 1938      | XX Cos d'Exèrcit      | 75a, 128a i 221a           | Llevant          |